# 東嶽
東嶽（とうがく、1554年〈天文13年〉 - ?）は、安土桃山時代から江戸時代前期の臨済宗の僧侶。俗名は蜂須賀 長存。東岳や栄俊とも記される。
伊勢国司の北畠具教の落胤。母は大匠院（まつ）。養父は蜂須賀正勝。異父弟は徳島藩祖である蜂須賀家政。

## 生涯
母のまつ（大匠院）は北畠具教の側室であったが、離縁して後に尾張国の蜂須賀正勝の正室となり、1558年（永禄元年）に蜂須賀家政（後の徳島藩祖）を生んだ。
そのため長存は正勝の養子となり、後に出家し、京都の南禅寺で修行し臨済宗の僧侶となった。
異父弟の家政が阿波国を与えられると随行して国入りし、1586年（天正14年）に江岸山福聚寺を開山した。その後、同寺は下助任町に移り、興源寺と改められた。
東嶽は興源寺の初代住職を務めたのち、1619年（元和5年）に八万村（現在の徳島市八万町）に雲水庵（現在は廃庵）を開山し、隠居した。同庵には徳島藩家老である池田家（家政の外孫蜂須賀玄寅系）の歴代当主の墓碑がある。没後、雲水庵に墓碑が建てられた。